# Territet
Territet est une localité suisse de la commune de Montreux.
Il s'agit à l'origine d'un hameau qui, vers la fin du XIXe siècle, a été agrandi en station climatique. Dans le courant du XXe siècle, Territet fusionne avec la nouvelle ville de Montreux.

## Géographie

Vue aérienne (1968)

Territet se situe entre le centre de Montreux et le village de Veytaux, sur les bords du Lac Léman, au sein de la commune de Montreux. De l'autre côté du lac on peut contempler le Grammont, dont à sa gauche s'étendait jadis un plateau de verdure qui menait le regard vers l'entrée du canton du Valais et à sa droite la vue du lac qui s'étend toujours aujourd'hui jusqu'à l'horizon, se conjuguant parfois avec le ciel.

## Histoire
(juillet 2009).
Si vous disposez d'ouvrages ou d'articles de référence ou si vous connaissez des sites web de qualité traitant du thème abordé ici, merci de compléter l'article en donnant les références utiles à sa vérifiabilité et en les liant à la section « Notes et références ».
Le site actuel de Territet s'étend depuis son petit port au bord du lac jusque vers les hauteurs d'anciens chalets d'alpage (Collonge, la Veraye), qui se situaient autrefois juste en deçà du village de Glion.
Les premiers touristes étrangers sont apparus à Territet dès 1848 alors que c'est en 1861 que la première locomotive à vapeur est apparue. L'Orient Express s'arrêtait à la gare de Territet. En 1879 fut installé à Territet le premier téléphone de Suisse. De riches Anglais, amateurs de tourisme, ont créé en 1894 le plus vieux club de tennis de Suisse[réf. nécessaire], interdit à ceux que l'on considérait comme appartenant au bas peuple.

## Patrimoine, monuments
Territet compte un édifice, l'Hôtel des Alpes-Grand Hôtel, une statue d'Élisabeth, impératrice d'Autriche (marbre blanc, par Antonio Chiattone, 1902) et une église anglicane, St John's, élevée en 1875-1877.
La gare de Territet, sur la ligne CFF du Simplon, a été inaugurée en 1861.

## Personnalités

### Ont vécu à Territet
- Édouard Belin, ingénieur français est mort à Territet
- Élie de Cyon, physiologiste russe
- Sir Christopher Lee, acteur britannique, scolarisé à Territet durant son enfance
- Claude Nobs, fondateur du Festival de Jazz de Montreux
- Victor Ruzo, artiste peintre suisse
- Emil Steinberger, humoriste suisse
- Horst Tappe, photographe allemand, contemporain de Oskar Kokoschka et de Vladimir Nabokov

### Hôtes célèbres
- Arnold Schoenberg, compositeur autrichien, réalisa une partie de son opéra Moses und Aron.
- Élisabeth de Wittelsbach, impératrice d'Autriche et reine de Hongrie, de Bohême et de Lombardie-Vénétie.
- François-Joseph de Battenberg, prince et militaire allemand, frère d'Alexandre Ier de Bulgarie, gendre de Nicolas Ier de Monténégro, beau-frère de Pierre Ier de Serbie et de Victor-Emmanuel III d'Italie.
- Freddie Mercury, auteur-compositeur-interprète britannique, cofondateur du groupe de rock Queen, dans lequel il a été chanteur et pianiste.
- Madeleine Robinson, actrice franco-tchèque naturalisée suisse.
- Sir George Lewis, Avocat[1], dirigeant du bureau londonien de Lewis & Lewis a été tué au passage du Simplon Express à Territet le lundi 8 août 1927 [2]

## Transport

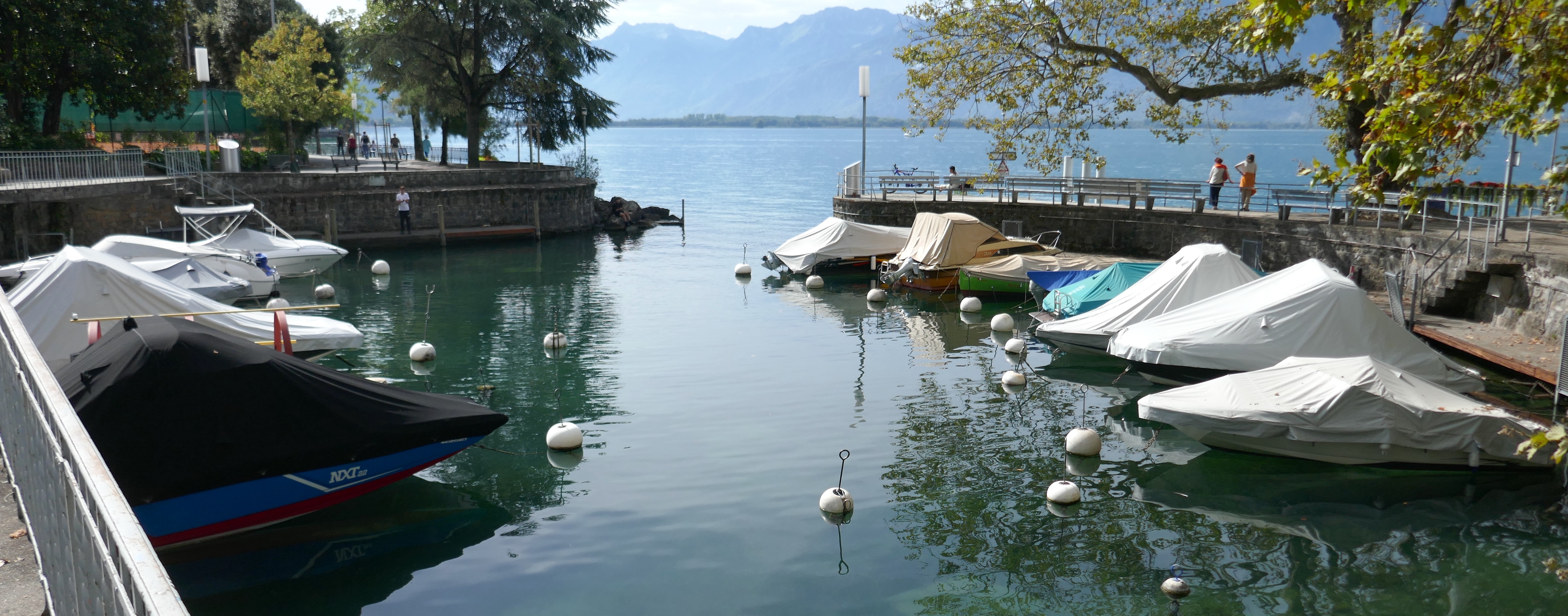
Port de Territet.

- Bateaux de la Compagnie générale de navigation sur le lac Léman (CGN)
- Funiculaire Territet – Glion
- Trains : gare de Territet sur la ligne du Simplon desservie par le RER Vaud
- Voiture : A9 (Brigue - Lausanne - Vallorbe)  15 (Montreux) et   16 (Villeneuve)

## Écoles privées
- Institut Monte-Rosa
- Surval Mont-Fleuri